# Ruda de fulla estreta

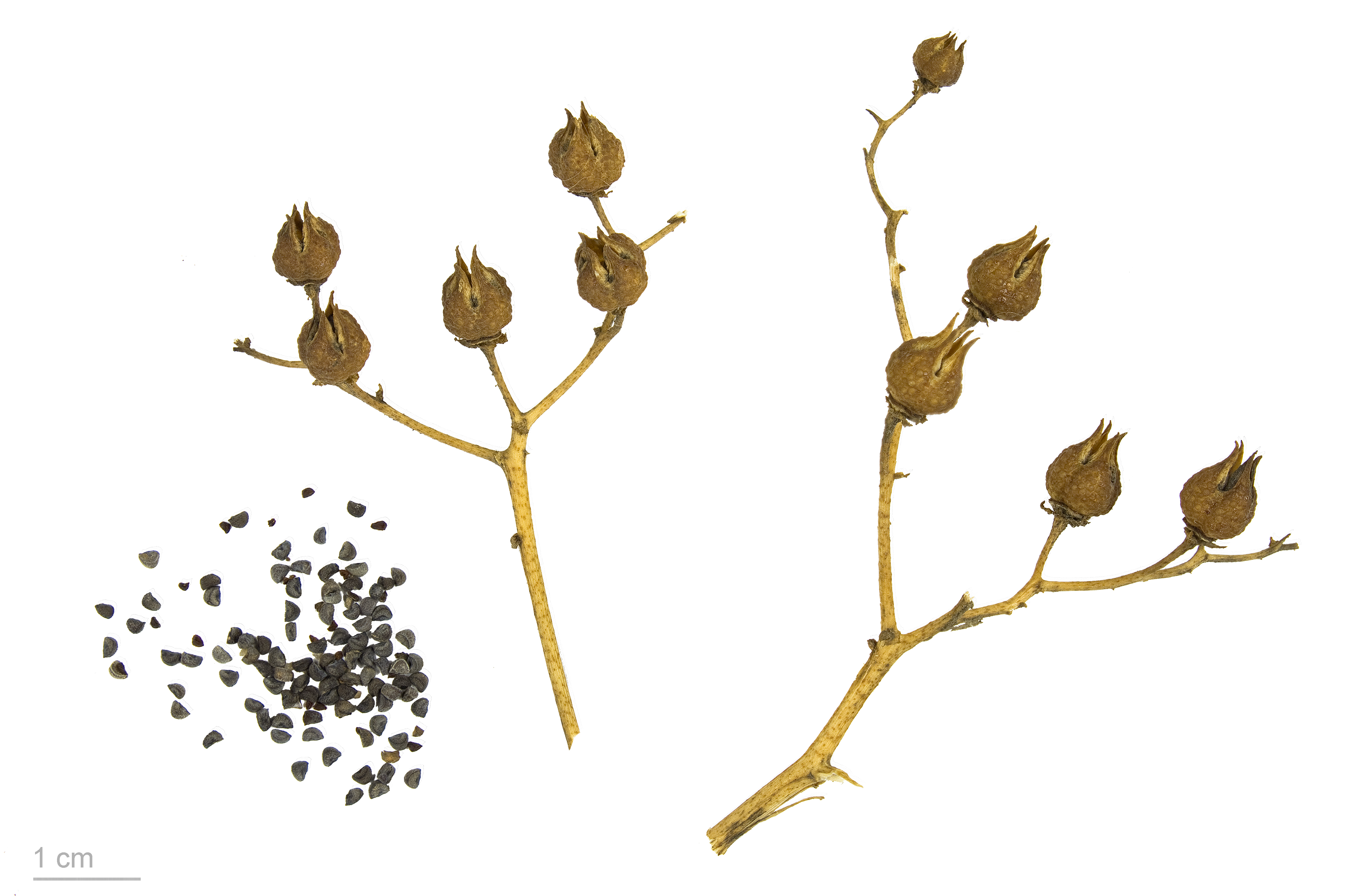
Ruta angustifolia

La ruda de fulla estreta, ruda, ruda angustifòlia, ruda bona, ruda borda, ruda de bosc, ruda femella, ruda marina o ruda suau (Ruta angustifolia) és una planta de la família de les rutàcies que habita en prades seques, garrigues del Mediterrani occidental i central, fins al nord-oest de Iugoslàvia. Forma una planta perenne, de base llenyosa de 25-75 cm d'alçada, amb tiges erectes, glabres per baix. Fulles alternes, bi o trifoliades, amb folíols lanceolats de fins a 3,5 mm d'amplària. Les inflorescències són laxes i en panícula, glanduloses. Normalment tenen quatre sèpals i quatre pètals lliures, les flors centrals també pentafoliades. El calze és glabre, triangular ovalat, de 2 mm de llarg, pètals grocs, el·líptics fins obovats, de fins a 4 mm d'ample i 6 mm de llarg, amb serrells filamentosos al marge que són tan amples com l'ample del pètal. 8 o 10 estams. L'ovari és súper que es converteix en una càpsula de 4 o 5 lacínies.
El seu nombre cromosòmic és 2n = 40